# Loučka (Olomouci járás)
Loučka település Csehországban, a Olomouci járásban. Loučka Vilémov, Luká, Bílsko, Litovel és Cholina településekkel határos. Lakosainak száma 211 fő (2024. január 1.).

## Népesség
A település lakosságának változását az alábbi diagram mutatja:
| Lakosok száma | 428  | 435  | 488  | 364  | 271  | 219  | 207  | 208  | 202  | 211  |
|               | 1869 | 1890 | 1921 | 1950 | 1980 | 2001 | 2017 | 2019 | 2022 | 2024 |